# Lucio Calpurnio Pisón (cónsul 15 a. C.)

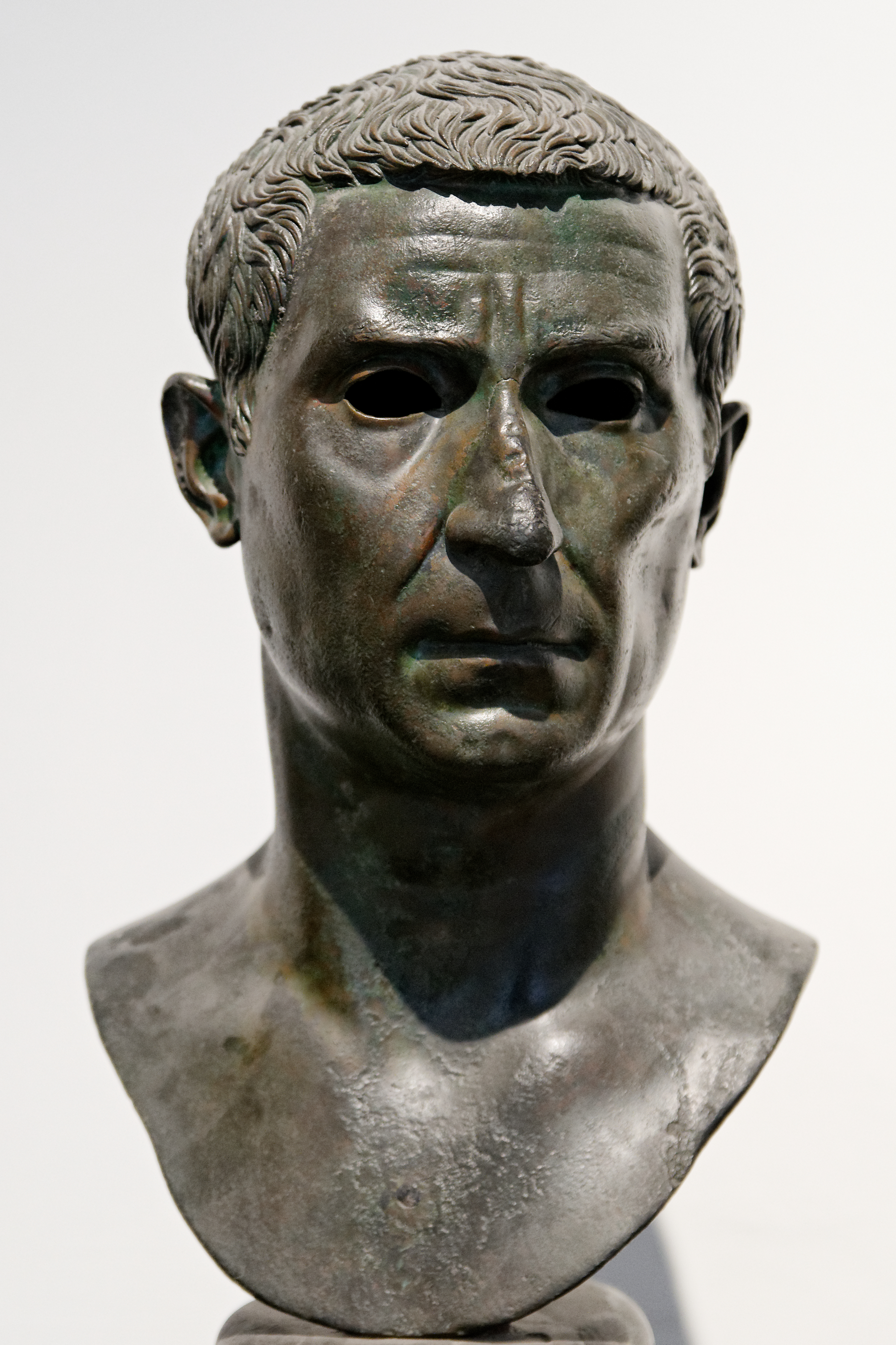
Busto procedente de la villa de los Papiros de Herculano que tradicionalmente se ha identificado con Pisón el Pontífice

Lucio Calpurnio Pisón o Pisón el Pontífice (en latín, Lucius Calpurnius Piso Pontifex; 48 a. C.-32) fue un político y general de inicios del Imperio romano. Fue hijo de Lucio Calpurnio Pisón Cesonino, cónsul en 58 a. C., y hermano de Calpurnia, la tercera esposa de Julio César.
Se convirtió en confidente de los emperadores Augusto y Tiberio. Su cargo de pontífice fue utilizado por sus contemporáneos para diferenciarlo de Pisón el Augur.

## Carrera política
Fue nombrado cónsul en 15 a. C., probablemente poco antes de ser procónsul en la provincia de Mediolanum, donde fue juez en varios procesos.
Según Dion Casio, luego fue nombrado gobernador de la provincia romana de Panfilia de 13 a 11 a. C. Esta provincia probablemente incluía a Galacia. En 11 a. C., fue enviado a Tracia como legado propretor para luchar contra los besos que habían vencido a Rhoemetalces I, matado a Rescuporis II, rey de Tracia y aliado de Roma, e invadido sus territorios. Vencido en un primer combate, logró retomar la ventaja y venció a los besos y a sus aliados. No obstante, necesitó tres meses para pacificar la región y poner fin definitivamente a la revuelta. Por este éxito, el Senado le otorgó los honores del triunfo (ornamenta triumphalia)
Quizás puede haber sido también procónsul de Asia y legado de Siria. De 13 a 32, fue prefecto de Roma y consejero de confianza tanto de Augusto como de Tiberio. Fue miembro del colegio pontificio y de la confraternidad de los Arvales. Murió en 32 y fue honrado con funerales de Estado.
Los logros y la independencia de Pisón han sido altamente elogiadas. Horacio le dedica su Ars poetic. Antípater de Tesalónica le dedica numerosos epigramas.
En cambio, Seneca deja de Pisón un retrato poco halagador: «Pisón [...] no deja de estar ebrio desde el día de su entrada en el cargo, pasando la mayor parte de las noches en festines y levantándose alrededor de la sexta hora (mediodía), cuando comienza la tarde».